# Cantone di La Mure
Il Cantone di La Mure era una divisione amministrativa dell'arrondissement di Grenoble.
A seguito della riforma approvata con decreto del 18 febbraio 2014, che ha avuto attuazione dopo le elezioni dipartimentali del 2015, è stato soppresso.

## Composizione
Comprendeva i comuni di:
- Cholonge
- Cognet
- Marcieu
- Mayres-Savel
- Monteynard
- La Motte-d'Aveillans
- La Motte-Saint-Martin
- La Mure
- Nantes-en-Ratier
- Notre-Dame-de-Vaulx
- Pierre-Châtel
- Ponsonnas
- Prunières
- Saint-Arey
- Saint-Honoré
- Saint-Théoffrey
- Sousville
- Susville
- Villard-Saint-Christophe